# Пневіте
Пневіте (пол. Pniewite, нім. Pniewitten) — село в Польщі, у гміні Лісево Хелмінського повіту Куявсько-Поморського воєводства.
Населення — 350 осіб (2011).
У 1975-1998 роках село належало до Торунського воєводства.

## Демографія
Демографічна структура станом на 31 березня 2011 року:
|          | Загалом | Допрацездатний вік | Працездатний вік | Постпрацездатний вік |
| -------- | ------- | ------------------ | ---------------- | -------------------- |
| Чоловіки | 169     | 30                 | 126              | 13                   |
| Жінки    | 181     | 40                 | 102              | 39                   |
| Разом    | 350     | 70                 | 228              | 52                   |